# Cylindropuntia rosea
Espèce
Synonymes
- Cactus subquadriflorus Moc. & Sessé ex DC.[2]
- Cylindropuntia pallida (Rose) F.M.Knuth[2]
- Cylindropuntia rosea var. atrorosea Backeb.[2]
- Grusonia rosea (DC.) G.D.Rowley[2]
- Opuntia pallida Rose[2]
- Opuntia rosea DC.[2],[3]

Statut de conservation UICN

 DD  : Données insuffisantes
Cylindropuntia rosea est une espèce de la famille des cactus, dont les tiges (cladodes) sont de section cylindrique et non pas en forme de raquettes.

## Répartition
Mexique. Très résistante à l'arrachage, l'espèce peut devenir envahissante.

## Variété
Selon Tropicos (24 décembre 2021) :
- Cylindropuntia rosea var. atrorosea Backeb.